# マジカルテトリスチャレンジ featuring ミッキー
『マジカルテトリスチャレンジ featuring ミッキー』（マジカルテトリスチャレンジ フィーチャリング ミッキー、英題：Magical Tetris Challenge）は、カプコンが開発し1998年より稼働開始したアーケードゲーム。1998年11月20日にはNINTENDO 64版が、1999年3月18日にはPlayStation版が発売された。
本稿では、同じくカプコンより1999年11月12日に発売されたゲームボーイカラー用ソフト『テトリスアドベンチャー すすめミッキーとなかまたち』（英題：Magical Tetris Challenge）についても記述する。

## ゲームシステム（マジカルテトリスチャレンジ）
ディズニーのキャラクターと世界観を用いた『テトリス』で、ゲーム開始前にミッキー、ミニー、ドナルド、グーフィーの中から1人を選択する。キャラクターごとの性能差はない。
2人対戦が可能な「マジカルテトリス」「アップダウンテトリス」と1人プレイ専用の「エンドレスモード」（NINTENDO64版とPlayStation版のみ）がある。また、「マジカルテトリス」と「アップダウンテトリス」には、基本的には1人プレイ専用だが別のプレイヤーが途中参加できる「STORY MODE」と2人対戦専用の「VS. MODE」が含まれている。STORY MODEは、紫色に輝く不思議な石をめぐり、ピートとその子分のウィズル、ビッグ・バッド・ウルフと対決するという物語が大枠となっているが、選択したキャラクターにより展開が異なる。

## ゲームモード（マジカルテトリスチャレンジ）
マジカルテトリス
ラインを2列以上同時に消すと、相手のストックエリア（フィールドに落下予定のブロックが表示されているエリア）に、5マスで構成された形状のブロック「おじゃまピース」を送り込むことができる。一方、ストックエリアにおじゃまピースがある状態でラインを1列でも消すと、おじゃまピースを「カウンターピース」に変換して送り返すことができる。このカウンターピースは、1度目のカウンター時には2x2の大きさだが、カウンターが繰り返されることにより最大で5x5の大きさになり、これ以降はカウンターできなくなる。なお、高さが5マスのおじゃまピースとカウンターピースを用いることで、1度に5列を消す「ペントリス」が可能となる。
ラインを1列消すか相手から攻撃を受けるかするごとに、フィールドの横にある「マジカルゲージ」が溜まっていく。ゲージが溜まりきると、フィールドのブロックが重力で落下して隙間が埋まり、かつ、ゲージ上限の高さから上のブロックがすべて消滅する。ゲージ上限は発動ごとに高さが上昇し溜まりにくくなる。
アップダウンテトリス
ラインを2列以上同時に消すと、ライン数に応じて相手のフィールドの下からブロックがせりあがる。マジカルテトリスと同じくマジカルゲージのシステムもある。
エンドレスモード
1人プレイ専用モード。従来の一般的なテトリスのルールで行われる「エンドレステトリス」と、マジカルテトリスから物語部分を省いてゲームオーバーになるまでプレイする「エンドレスマジカルテトリス」がある。

## テトリスアドベンチャー すすめミッキーとなかまたち
『テトリスアドベンチャー すすめミッキーとなかまたち』（英題：Magical Tetris Challenge）は、カプコンより1999年11月12日に発売されたゲームボーイカラー用ソフト。
英題は『マジカルテトリスチャレンジ featuring ミッキー』と同じだが移植版ではなく、共通するゲームモードはあるものの内容は大きく異なる。

### ゲームシステム（テトリスアドベンチャー）
『マジカルテトリスチャレンジ featuring ミッキー』ではプレイヤーのフィールドと対戦相手のフィールドの両方が画面に表示されていたが、本作ではプレイヤーのフィールドのみが表示され、フィールドの左側には、対戦相手のフィールドに積みあがったブロックの高さを示すゲージがある。
ゲーム前に選択するキャラクターは、『マジカルテトリスチャレンジ featuring ミッキー』と同じミッキー、ミニー、ドナルド、グーフィーのほか、ゲームの進行によりピートが選択できるようになる。
メインモードとなるクエストモードでは、様々なキャラクターたちが参加するイベント「テトリスコインラリー」で優勝することを目指す。見下ろし型のフィールドを移動してキャラクターに話しかけると個別のルールによるテトリスの対戦が行われ、勝てば相手のコインを1枚入手し負けると手持ちのコインを1枚とられる。コインにはそれぞれ異なる数字が刻まれており、事前に指定された数字のコインを全て集めて拠点に戻れば優勝となる。

### ゲームモード（テトリスアドベンチャー）
スタンダードテトリス
従来の一般的なルールで行われるテトリス。
アップダウンテトリス
#ゲームモード（マジカルテトリスチャレンジ）を参照。
マジカルテトリス
#ゲームモード（マジカルテトリスチャレンジ）を参照。
シグナルテトリス
フィールドの最底辺の段と下から2番目の段に赤と青のマスが横1列に並んでいる。ラインを消す際に、最後に置いたブロックの真下にある2番目の段のマスの色が、赤ならば青に、青ならば赤に変化する。これを繰り返し、最底辺の段と下から2番目の段のマスの色の並びが同じになればゲームクリアとなる。
なお、高難易度の「EXPERT」を選択した場合はマスの色が3色となり、「赤→青→黄→赤」の循環で変化する。
タワーリングテトリス
フィールドのブロックが段階的にせりあがっていき、限界までせりあがった状態の最底辺の段にある鍵穴付きのブロックを消すとゲームクリアとなる。
ターゲットテトリス
フィールドに配置されている特別なブロックを規定回数以内に消すとゲームクリアとなる。
ハーモニーテトリス
2人プレイ専用モード。2人がそれぞれ別のフィールドでプレイするが、ラインが完成してもすぐには消えず、もう一方のプレイヤーがラインを完成させた時に消える。